# Tour d'Italie 1954
La 37e édition du Tour d'Italie s'est élancée de Palerme le 21 mai 1954 et est arrivée à Milan le 13 juin. Ce Giro a été remporté par le Suisse Carlo Clerici.

## Équipes participantes
| - Girardengo-Eldorado - Allemagne Clement - Locomotiev-Alessandro - Ideor - Suisse-Guerra | - Bianchi - Arbos - Atala - Bartali - Bottecchia | - Doniselli - Frejus - Legnano - Nivea - Torpado |

## Classement général
| Classement général final |                   |
| --- | ----------------- |
| \| 1. Carlo Clerici \| 129 h 13 min 07 s \| \| 2. Hugo Koblet \| à 24 min 16 s \| \| 3. Nino Assirelli \| à 26 min 28 s \| \| 4. Fausto Coppi \| à 31 min 17 s \| \| 5. Giancarlo Astrua \| à 33 min 09 s \| \| 6. Fiorenzo Magni \| à 34 min 01 s \| \| 7. Gerrit Voorting \| à 35 min 05 s \| \| 8. Pasquale Fornara \| à 36 min 21 s \| \| 9. Fritz Schär \| à 40 min 51 s \| \| 10. Angelo Conterno \| à 41 min 07 s \| \| 105 partants, 67 arrivés \| \| |                   |
| 1. Carlo Clerici | 129 h 13 min 07 s |
| 2. Hugo Koblet | à 24 min 16 s     |
| 3. Nino Assirelli | à 26 min 28 s     |
| 4. Fausto Coppi | à 31 min 17 s     |
| 5. Giancarlo Astrua | à 33 min 09 s     |
| 6. Fiorenzo Magni | à 34 min 01 s     |
| 7. Gerrit Voorting | à 35 min 05 s     |
| 8. Pasquale Fornara | à 36 min 21 s     |
| 9. Fritz Schär | à 40 min 51 s     |
| 10. Angelo Conterno | à 41 min 07 s     |
| 105 partants, 67 arrivés |                   |

## Étapes
| Étape     | Date     | Villes étapes                           | km       | Vainqueur d'étape   | Leader du classement général |
| 1re étape | 21 mai   | Palerme – Monte Pellegrino              | 36       | Bianchi             | Fausto Coppi                 |
| 2e étape  | 22 mai   | Palerme - Taormine                      | 280      | Giuseppe Minardi    | Giuseppe Minardi             |
| 3e étape  | 23 mai   | Reggio Calabria - Catanzaro             | 172      | Nino Defilippis     | Giuseppe Minardi             |
| 4e étape  | 24 mai   | Catanzaro - Bari                        | 352      | Angelo Conterno     | Giuseppe Minardi             |
| 5e étape  | 26 mai   | Bari - Naples                           | 279      | Rik Van Steenbergen | Gerrit Voorting              |
| 6e étape  | 27 mai   | Naples - L'Aquila                       | 252      | Carlo Clerici       | Carlo Clerici                |
| 7e étape  | 28 mai   | L'Aquila - Rome                         | 150      | Giorgio Albani      | Carlo Clerici                |
| 8e étape  | 29 mai   | Rome - Chianciano Terme                 | 195      | Giovanni Pettinati  | Carlo Clerici                |
| 9e étape  | 30 mai   | Chianciano Terme - Florence             | 180      | Giovanni Corrieri   | Carlo Clerici                |
| 10e étape | 31 mai   | Florence - Cesenatico                   | 211      | Pietro Giudici      | Carlo Clerici                |
| 11e étape | 1er juin | Cesenatico - Abetone                    | 230      | Mauro Gianneschi    | Carlo Clerici                |
| 12e étape | 2 juin   | Abetone – Gênes                         | 251      | Hilaire Couvreur    | Carlo Clerici                |
| 13e étape | 3 juin   | Gênes - Turin                           | 211      | Wout Wagtmans       | Carlo Clerici                |
| 14e étape | 4 juin   | Turin - Brescia                         | 240      | Annibale Brasola    | Carlo Clerici                |
| 15e étape | 6 juin   | Gardone Riviera – Riva del Garda        | 42 (clm) | Hugo Koblet         | Carlo Clerici                |
| 16e étape | 7 juin   | Riva del Garda - Abano Terme            | 131      | Rik Van Steenbergen | Carlo Clerici                |
| 17e étape | 8 juin   | Abano Terme - Padoue                    | 105      | Rik Van Steenbergen | Carlo Clerici                |
| 18e étape | 9 juin   | Padoue - Grado                          | 236      | Adolfo Grosso       | Carlo Clerici                |
| 19e étape | 10 juin  | Grado - San Martino di Castrozza (it)   | 247      | Wout Wagtmans       | Carlo Clerici                |
| 20e étape | 11 juin  | San Martino di Castrozza (it) - Bolzano | 152      | Fausto Coppi        | Carlo Clerici                |
| 21e étape | 12 juin  | Bolzano - Saint-Moritz                  | 222      | Hugo Koblet         | Carlo Clerici                |
| 22e étape | 13 juin  | Saint-Moritz - Milan                    | 222      | Rik Van Steenbergen | Carlo Clerici                |

## Liste des coureurs
| Girardengo Belgique | Allemagne Clement | Locomotief Alessandro Hollande |
| - 1 Rik Van Steenbergen (Bel) 31e - 2 Paul Depaepe (Bel) ab - 3 Raymond Impanis (Bel) ab - 4 Edward Peeters (Bel) ab - 5 Hilaire Couvreur (Bel) 30e - 6 André Rosseel (Bel) 32e - 7 Emile Severeyns (Bel) ab                | - 8 Heinz Muller (All) ab - 9 Günther Otte (All) ab - 10 Matthias Pfannenmüller (All) ab - 11 Hans Preiskeit (All) ab - 12 Hubert Schwarzenberg (All) ab - 13 Rudi Theissen (All) ab - 14 Franz Reitz (All) ab    | - 15 Wim Van Est (Hol) 19e - 16 Wout Wagtmans (Hol) 14e - 17 Jan Nolten (Hol) ab - 18 Gerrit Voorting (Hol) 7e - 19 Adri Voorting (Hol) ab - 20 Hein Van Breenen (Hol) 59e - 21 Thijs Roks (Hol) ab                              |
| Ideor Espagne | Guerra Suisse | Bianchi |
| - 22 Bernardo Ruiz (Esp) 38e - 23 Jesús Loroño (Esp) 24e - 24 Salvador Botella (Esp) 45e - 25 Francisco Masip (Esp) 39e - 26 Hortensio Vidaurreta (Esp) 67e - 27 Emilio Rodriguez (Esp) ab - 28 José Pérez Llacer (Esp) 50e | - 29 Hugo Koblet (Sui) 2e - 30 Fritz Schär (Sui) 9e - 31 Marcel Huber (Sui) 36e - 32 Emilio Croci-Torti (Sui) 63e - 33 Carlo Clerici (Sui) 1e - 34 Remo Pianezzi (Sui) 65e - 35 Martin Metzger (Sui) 29e          | - 36 Fausto Coppi (Ita) 4e - 37 Riccardo Filippi (Ita) ab - 38 Ettore Milano (Ita) 41e - 39 Andrea Carrea (Ita) 26e - 40 Michele Gismondi (Ita) 20e - 41 Stefano Gaggero (Ita) 49e - 42 Giuseppe Favero (Ita) 60e                |
| Arbos | Atala | Bartali |
| - 43 Bruno Monti (Ita) 17e - 44 Luciano Pezzi (Ita) 52e - 45 Primo Volpi (Ita) 21e - 46 Nino Assirelli(Ita) 3e - 47 Luciano Frosini (Ita) ab - 48 Renato Ponzini (Ita) 54e - 49 Mauro Gianneschi (Ita) 43e                  | - 50 Giancarlo Astrua (Ita) 5e - 51 Luciano Maggini (Ita) ab - 52 Loretto Petrucci (Ita) ab - 53 Alfredo Martini (Ita) 46e - 54 Adolfo Grosso (Ita) 22e - 55 Danilo Barozzi (Ita) 18e - 56 Albino Crespi (Ita) ab | - 57 Gino Bartali (Ita) 13e - 58 Giovanni Corrieri (Ita) 33e - 59 Giulio Bresci (Ita) ab - 60 Donato Zampini (Ita) 25e - 61 Lido Sartini (Ita) ab - 62 Ivo Baronti (Ita) 62e - 63 Dante Rivola (Ita) ab                          |
| Bottecchia | Doniselli | Frejus |
| - 64 Pasquale Fornara (Ita) 8e - 65 Guido De Santi (Ita) 56e - 66 Oreste Conte (Ita) ab - 67 Pietro Giudici (Ita) 28e - 68 Walter Serena (Ita) 55e - 69 Franco Franchi (Ita) 23e - 70 Antonio Medri (Ita) ab                | - 71 Renzo Soldani (Ita) 27e - 72 Antonio Bevilacqua (Ita) ab - 73 Alfredo Pasotti (Ita) ab - 74 Serafino Biagioni (Ita) 44e - 75 Aldo Bini (Ita) ab - 76 Luciano Chiti (Ita) ab - 77 Ugo Massocco (Ita) ab       | - 78 Agostino Coletto (Ita) 11e - 79 Angelo Conterno (Ita) 10e - 80 Guido Messina (Ita) ab - 81 Marcello Ciolli (Ita) 57e - 82 Remo Bartalini (Ita) 51e - 83 Armando Barducci (Ita) 35e - 84 Gilberto Dall’Agata (Ita) 64e       |
| Legnano | Nivea | Torpado |
| - 85 Giuseppe Minardi (Ita) ab - 86 Giorgio Albani (Ita) 12e - 87 Rino Benedetti (Ita) 34e - 88 Tranquillo Scudellaro (Ita) ab - 89 Luciano Ciancola (Ita) 61e - 90 Gastone Nencini (Ita) 16e - 91 Franco Aureggi (Ita) 53e | - 92 Fiorenzo Magni (Ita) 6e - 93 Mario Baroni (Ita) ab - 94 Vincenzo Rossello (Ita) 40e - 95 Livio Isotti (Ita) ab - 96 Silvio Pedroni (Ita) 37e - 97 Virgilio Salimbeni (Ita) ab - 98 Pierino Baffi (Ita) ab    | - 99 Nino Defilippis (Ita) 15e - 100 Aldo Zuliani (Ita) 42e - 101 Giovanni Pettinati (Ita) 47e - 102 Alberto Ghirardi (Ita) ab - 103 Marcello Pellegrini (Ita) ab - 104 Giuseppe Doni (Ita) 66e - 105 Annibale Brasola (Ita) 58e |

## Classements annexes
| Classement de la montagne | Fausto Coppi     | ... points |
| Deuxième                  | Giancarlo Astrua | ... points |
| Troisième                 |                  | ... points |
| Classement par équipes    | Girardengo       | ?          |

## Sources
- (nl) Cet article est partiellement ou en totalité issu de l’article de Wikipédia en néerlandais intitulé « Ronde van Italië 1954 » (voir la liste des auteurs).